# 成 (人物)
成，嬴姓，是大骆的嫡子，母为申侯之女。成的兄弟非子擅长养马和其他牲畜，为周孝王养马，结果马匹大量繁育，周孝王于是打算立非子做大骆的继承人。成的外祖父申侯指出：中潏是西申国先祖骊山之女和戎胥轩的儿子，中潏由于亲戚关系归附于西周，保守西垂（即西犬丘）。现在西申又和大骆通婚，西戎得以归顺，西周的统治才能稳定。周孝王于是另封非子于秦邑（今甘肅省清水縣东北）为附庸，延续嬴姓的祭祀，號曰秦嬴。周孝王也没有废除成的继承权，以此来交好西戎。